# Bradlecká Lhota
Bradlecká Lhota är en ort i Tjeckien. Den ligger i den centrala delen av landet, 80 km nordost om huvudstaden Prag. Bradlecká Lhota ligger 351 meter över havet och antalet invånare är 198.
Terrängen runt Bradlecká Lhota är platt åt sydost, men åt nordväst är den kuperad. Terrängen runt Bradlecká Lhota sluttar söderut.Runt Bradlecká Lhota är det ganska tätbefolkat, med 65 invånare per kvadratkilometer. Närmaste större samhälle är Jičín, 6,5 km sydväst om Bradlecká Lhota. I omgivningarna runt Bradlecká Lhota växer i huvudsak blandskog.